# Škoda Rapid (Indien)
Die Kompaktlimousine Rapid wurde zwischen 2011 und 2021 von Škoda Auto produziert. Diese Version für Schwellen- und Entwicklungsländer ist zu unterscheiden von dem ab 2012 für Europa erhältlichen Modell, ebenfalls mit der Bezeichnung „Rapid“.
Das indische Rapid-Modell unterscheidet sich in mehreren Details von der europäischen Version: So ist das Design einfacher gehalten, die Frontpartie wurde vom Fabia übernommen. Das Fahrzeug verfügt wegen der oft schlechten Straßen über eine höhere Bodenfreiheit und eine weichere Fahrwerksabstimmung. Die Innenausstattung ist einfacher ausgeführt, verschiedene typische europäische Ausstattungsmerkmale sind nicht verfügbar.
Auf der Internationalen Automobil-Ausstellung wurde im September 2011 die Studie Škoda MissionL präsentiert. Das war die Vorankündigung für den Rapid.
Das Fahrzeug wurde von Škoda Auto India in Chakan produziert. Das Fahrzeug war im Produktangebot zwischen dem Škoda Fabia und dem Škoda Octavia angesiedelt und technisch weitestgehend baugleich mit der Stufenheckversion des VW Polo V. Der Kofferraum im Heck des Fahrzeugs hat ein Volumen von 500 Litern.
Die Bezeichnung Rapid wurde von dem tschechischen Unternehmen bereits mehrfach verwendet, zuletzt für das Coupé Rapid 130 in den 1980er Jahren.

## Motoren
Zu Beginn ist ein 1,6-Liter-Ottomotor mit 77 kW und ein 1,6-Liter-Dieselmotor mit gleicher Leistung mit Common-Rail-Einspritzung erhältlich. Als Getriebe steht ein 5-Gang-Schaltgetriebe (Benziner und Diesel) oder ein 6-Gang-Direktschaltgetriebe (nur Benziner) zur Verfügung.
| Modell        | Zylinder    | Motor       | Ventile     | Hubraum cm³ | Max. Leistung bei min−1 | Max. Drehmoment bei min−1 | Bauzeit     |             |
| Ottomotoren   | Ottomotoren | Ottomotoren | Ottomotoren | Ottomotoren | Ottomotoren             | Ottomotoren               | Ottomotoren | Ottomotoren |
| ------------- | ----------- | ----------- | ----------- | ----------- | ----------------------- | ------------------------- | ----------- | ----------- |
| 1.6 16V       | 4           | DOHC        | 16          | 1598        | 77 kW (105 PS) / 5250   | 153 Nm / 3800             | 2011–2021   |             |
| Dieselmotoren |             |             |             |             |                         |                           |             |             |
| 1.6 TDI (CR)  | 4           | DOHC        | 16          | 1598        | 77 kW (105 PS) / 4400   | 250 Nm / 1500–2500        | 2011–2014   |             |